# Breitenfurt bei Wien
Breitenfurt bei Wien este un oraș în districtul Mödling al statului austriac Austria Inferioară.

## Geografie
Breitenfurt se află în pădurile Vienei, în vecinătatea orașului Viena, la sud-vest, în valea Liesing. Această localitate este una dintre cele mai mari din zonă și are o densitate a populației de 197 locuitori/km2. Ea are diferențe mari de altitudine și se află la înălțimi cuprinse între 260 și 592 de metri deasupra nivelului mării.
Localitatea este formată din două părți: Breitenfurt și Hochroterd. Breitenfurt-Ostende se află lângă Wien-Kalksburg. De la Breitenfurt drumul trece peste Kleinen Semmering către Wolfsgraben.

### Localități învecinate
Breitenfut se află în zona limitrofă a districtului între Mödling și Wien-Umgebung lângă Wolfsgraben. Alte localități învecinate sunt Laab im Walde, Wienerwald și Kaltenleutgeben, toate în districtul Mödling. 

## Istoric
Breitenfurt a fost fondat relativ târziu și apare menționată pentru prima dată în documentele istorice în 1622 ca un teritoriu locuit. Până atunci, numele Breitenfurt a fost folosită doar pentru a desemna o zonă rurală. Până la invazia turcă din 1683 se afla aici o cabană regală de vânătoare, iar ruinele acesteia apar pe stema orașului. După ocupația turcească, existau 20 de case încă în picioare la Breitenfurt. Zona a fost populată curând cu oameni din Salzburg, Bavaria și Stiria. Locuitorii erau în mare parte lucrători în industria lemnului. În 1721 erau deja 42 de case în oraș și 32 de case în zonele periferice ale localității. Din 1714 până în 1732, Gregor Wilhelm von Kirchner, un magnat bancar, a construit un palat baroc în zonă, care a fost dărâmat pe la 1796. Actuala biserică parohială a fost inițial capela palatului.
Breitenfurt a devenit o localitate independentă în 1848 și și-a ales primul primar în anul 1850. A devenit o stațiune iubită a vienezilor, iar industria turistică a înflorit. În 1898 autoritățile din Viena au propus construirea unei linii a trenului electric, dar acest proiect nu s-a materializat.
Ca urmare a creșterii constante a populației, Breitenfurt a devenit oraș în 1930. Localitatea a fost încorporată în 1938 în orașul Viena, la fel ca multe alte localități din zonă, și a devenit districtul 25 al Marii Viene. A devenit din nou o localitate independentă în 1954.

## Populație
1. ↑  Dauersiedlungsraum der Gemeinden Politischen Bezirke und Bundesländer - Gebietsstand 1.1.2018 (în germană), Statistica Austriei, accesat în 10 martie 2019